# Ур-Аба
Ур-Аба — правитель (енсі) шумерського міста-держави Лагаш. Його правління припадало приблизно на кінець XXII — початок XXI століття до н. е.
Відомий за записом свого першого року правління: «Рік, коли Ур-абба (став) правителем» (mu ur-ab-ba énsi).